# Ždrelac
Ždrelac is een plaats in de gemeente Pašman in de Kroatische provincie Zadar. De plaats telt 245 inwoners (2001).